# Kaiza Karlén
Kaiza Karlén (* 4. Dezember 1998) ist eine schwedische Weitspringerin.

## Sportliche Laufbahn
Erste internationale Erfolge erzielte Kaiza Karlén bei den U18-Weltmeisterschaften 2015 in Cali, bei denen sie mit 6,24 m die Silbermedaille hinter der US-Amerikanerin Tara Davis gewann. 2016 nahm sie an den U20-Weltmeisterschaften im polnischen Bydgoszcz teil und belegte dort mit 6,25 m den vierten Platz. 2017 erfolgte die Teilnahme an den U20-Europameisterschaften in Grosseto, bei denen sie mit 6,32 m die Bronzemedaille gewann. 2019 sprang sie bei den U23-Europameisterschaften in Gävle mit 6,33 m auf den fünften Platz.
2019 wurde Karlén schwedische Meisterin im Weitsprung im Freien.

## Persönliche Bestleistungen
- Weitsprung: 6,45 m (+1,4 m/s), 26. Juni 2019 in Malmö
  - Weitsprung (Halle): 6,29 m, 24. Februar 2019 in Växjö